# Pierre Mombele
Pierre Mombele est un homme politique congolais (RDC). Il a été le président de l’Union des Bateke (Unibat) et a participé à la Table ronde de Bruxelles en 1960.
Il a notamment plaidé pour que les Bateke qui avaient été déplacés de Kingabwa puissent avoir un quartier où s’installer. On donna son nom au quartier Mombele à Limete et à l’avenue Mombele.